# Paphiopedilum victoria-mariae
Paphiopedilum victoria-mariae é uma espécie de orquídea terrestre, família Orchidaceae, que habita Bukit Tinggi, no oeste de Sumatra.